# Lupita Nyong'o
Lupita Nyong'o (1. ožujka 1983., Mexico City) je kenijsko-meksička glumica, najpoznatija po ulozi Patsey u filmu 12 godina ropstva za koju je dobila Oscara za najbolju sporednu ulogu. Rodila se u Mexico Cityju kao kćer kenijskog diplomata Petera Anyanga Nyong'oa, a među rodbinom joj se nalaze neke od najutjecajnijih osoba Kenije. Obrazovala se u Meksiku i SAD-u, gdje je započela glumačku karijeru, povremeno režirajući glazbene video-spotove.

## Filmografija

### Film
| Godina | Film                              | Uloga            | Bilješke                           |
| ------ | --------------------------------- | ---------------- | ---------------------------------- |
| 2008.  | East River                        | F                | Kratki film                        |
| 2013.  | 12 godina ropstva                 | Patsey           | Oscar za najbolju sporednu glumicu |
| 2014.  | Non stop                          | Gwen Lloyd       |                                    |
| 2015.  | Ratovi zvijezda: Sila se budi     | Maz Kanta        |                                    |
| 2016.  | Knjiga o džungli                  | Raksha           | glas                               |
| 2016.  | Queen of Katwe                    | Nakku Harriet    |                                    |
| 2017.  | Ratovi zvijezda: Posljednji Jedi  | Maz Kanta        |                                    |
| 2018.  | Crni panter                       | Nakia            |                                    |
| 2018.  | Little Monsters                   | Audrey Caroline  |                                    |
| 2019.  | Us                                | Adelaide/ Red    |                                    |
| 2019.  | Ratovi zvijezda: Uspon Skywalkera | Maz Kanta        |                                    |
| 2022.  | The 355                           | Khadijah Adiyeme |                                    |
| 2022.  | Black Panther: Wakanda zauvijek   | Nakia            |                                    |
| 2024.  | A Quiet Place: Day One            |                  |                                    |

### Televizija
- Suga (2009.-2012.)
- Star Wars Forces of Destiny (2017.-2018.)
- Star Wars Rebels (2018.)
- Warrior Women with Lupita Nyong'o (2019)
- Serengeti (2019.-danas)
- Martha Knows Best (2021.)
- Super Sema (2021.)
- Who Are You, Charlie Brown? (2021.)
- Human Resources (2022.)

## Vanjske poveznice
- Lupita Nyong'o u internetskoj bazi filmova IMDb-u (engl.)